# Typha austro-orientalis
Typha austro-orientalis là một loài thực vật có hoa trong họ Typhaceae. Loài này được Mavrodiev mô tả khoa học đầu tiên năm 2006.

## Hình ảnh

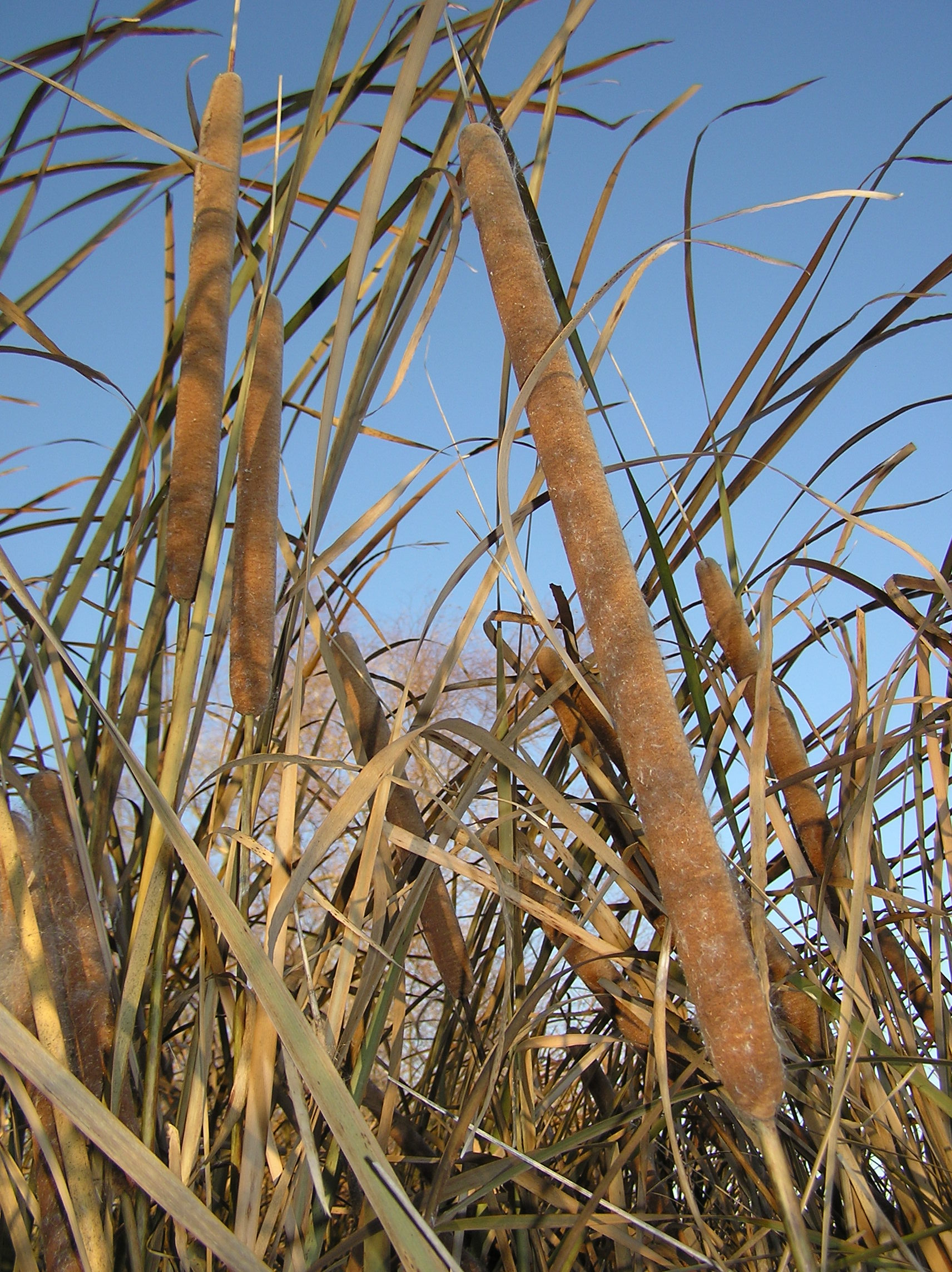
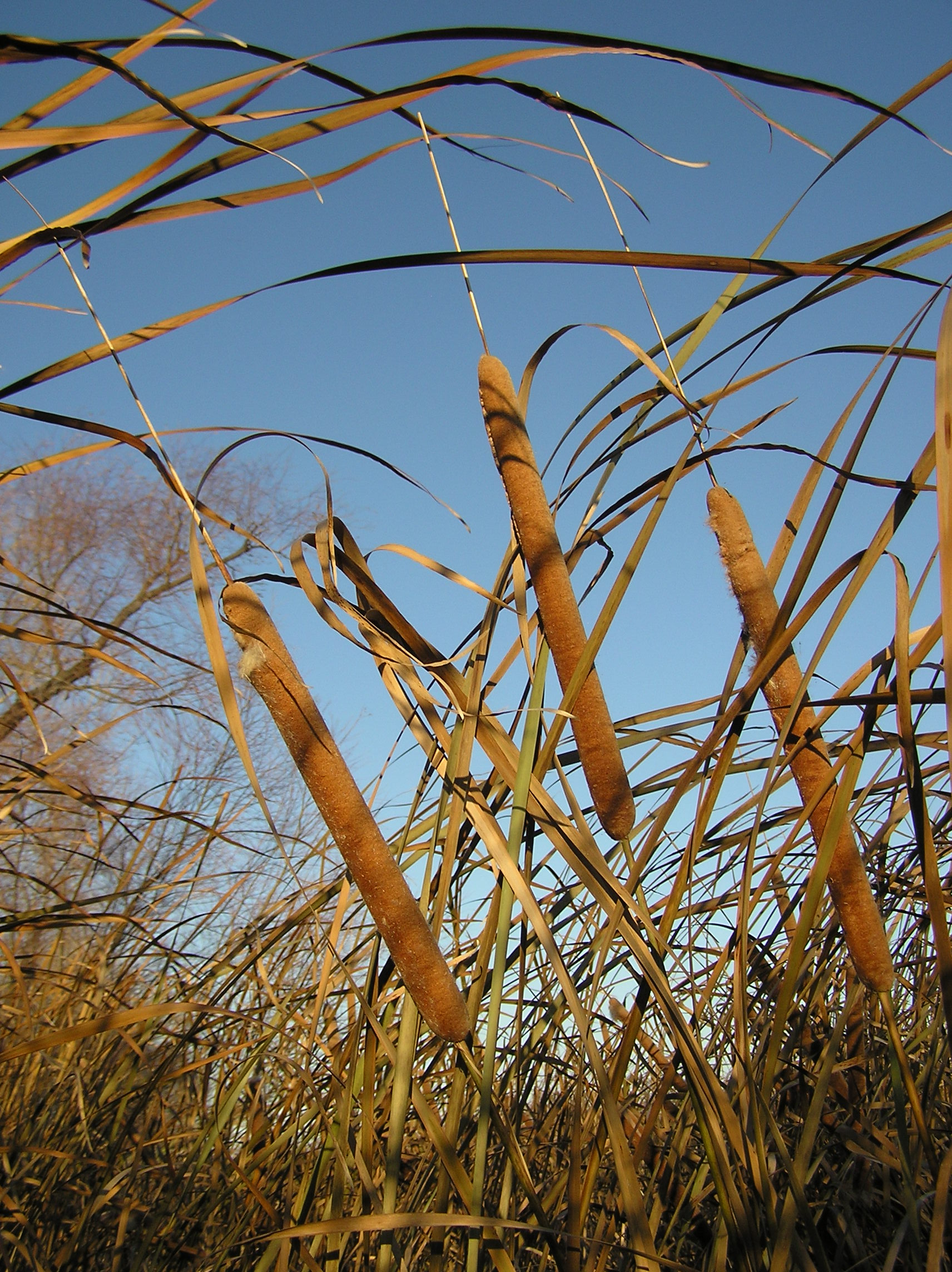
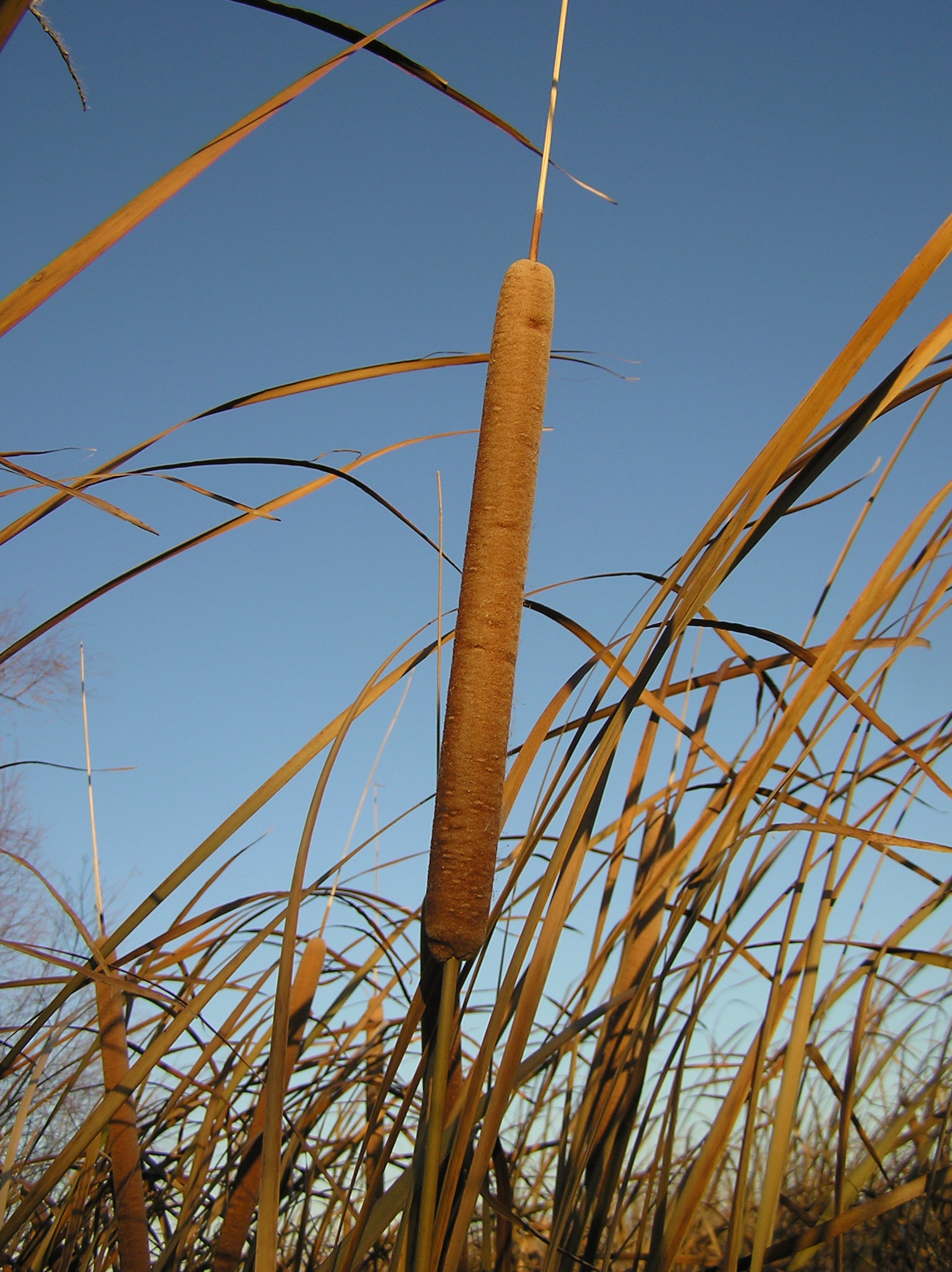